# Kamil Čontofalský
Kamil Čontofalský (3 de Junho de 1978, Košice) é um futebolista profissional eslovaco, que atua como goleiro

## Carreira
Marián Čišovský representou a Seleção Eslovaca de Futebol, nas Olimpíadas de 2000. 